# Éméville
Ne doit pas être confondu avec Émeville.
Éméville est une commune française située dans le département de l'Oise en région Hauts-de-France.

## Géographie

### Description
Eméville est un village rural picard du Valois dans l'Oise, limitrophe du département de l'Aisne situé à 6 km au nord-ouest de Villers-Cotterêts, 12 km au nord-est de Crépy-en-Valois, 21 km au sud-est de Compiègne et 24 km au sud-ouest de Soissons.
Il est aisément accessible depuis la route nationale 2.
Louis Graves indiquait en 1836 qu'Eméville était une « petite commune à territoire découvert, touchant à la forêt de Retz. Elle avait été réunie en1827 à celle de Vez, de laquelle une ordonnance royale du quinze septembre 1835 l'a séparée de nouveau. Il n'y a pas d'eau oourante [de rivière] dans l'étendue du pays. Le village, presque central, est formé de trois rues parallèles, liées par une communication transversale; il est bâti sur le sable ».

### Communes limitrophes
| Haramont Aisne     | Haramont Aisne | Haramont Aisne |
| Haramont Aisne     | Éméville       | Haramont Aisne |
| Bonneuil-en-Valois | Vez            |                |

### Hydrographie
La commune est située dans le bassin Seine-Normandie. Elle n'est drainée par aucun cours d'eau,.

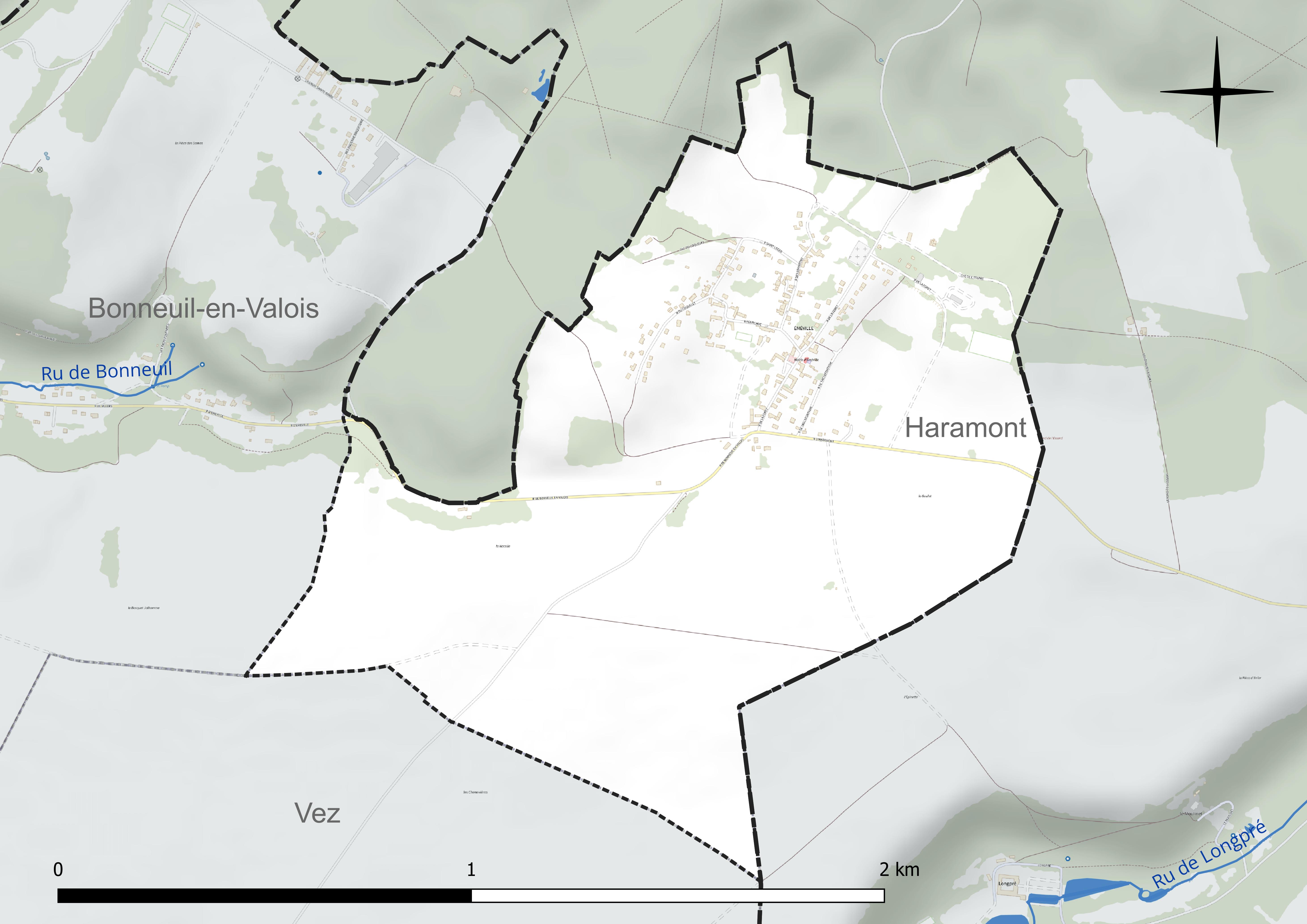
Réseau hydrographique d'Éméville.

### Climat
Pour des articles plus généraux, voir Climat des Hauts-de-France et Climat de l'Oise.
En 2010, le climat de la commune est de type climat océanique dégradé des plaines du Centre et du Nord, selon une étude du CNRS s'appuyant sur une série de données couvrant la période 1971-2000. En 2020, Météo-France publie une typologie des climats de la France métropolitaine dans laquelle la commune est exposée à un climat océanique altéré et est dans la région climatique  Nord-est du bassin Parisien, caractérisée par un ensoleillement médiocre, une pluviométrie moyenne régulièrement répartie au cours de l'année et un hiver froid (3 °C). 
Pour la période 1971-2000, la température annuelle moyenne est de 10,5 °C, avec une amplitude thermique annuelle de 15 °C. Le cumul annuel moyen de précipitations est de 747 mm, avec 11,5 jours de précipitations en janvier et 9 jours en juillet. Pour la période 1991-2020, la température moyenne annuelle observée sur la station météorologique la plus proche, située sur la commune de Margny-lès-Compiègne à 22 km à vol d'oiseau, est de 11,2 °C et le cumul annuel moyen de précipitations est de 633,5 mm,. Pour l'avenir, les paramètres climatiques de la commune estimés pour 2050 selon différents scénarios d'émission de gaz à effet de serre sont consultables sur un site dédié publié par Météo-France en novembre 2022.

## Urbanisme

### Typologie
Au 1er janvier 2024, Éméville est catégorisée commune rurale à habitat dispersé, selon la nouvelle grille communale de densité à sept niveaux définie par l'Insee en 2022.
Elle est située hors unité urbaine. Par ailleurs la commune fait partie de l'aire d'attraction de Paris, dont elle est une commune de la couronne,. 

### Occupation des sols
L'occupation des sols de la commune, telle qu'elle ressort de la base de données européenne d'occupation biophysique des sols Corine Land Cover (CLC), est marquée par l'importance des territoires agricoles (92,9 % en 2018), une proportion identique à celle de 1990 (92,9 %). La répartition détaillée en 2018 est la suivante : 
terres arables (73,8 %), zones agricoles hétérogènes (19,1 %), forêts (7,1 %). L'évolution de l'occupation des sols de la commune et de ses infrastructures peut être observée sur les différentes représentations cartographiques du territoire : la carte de Cassini (XVIIIe siècle), la carte d'état-major (1820-1866) et les cartes ou photos aériennes de l'IGN pour la période actuelle (1950 à aujourd'hui).

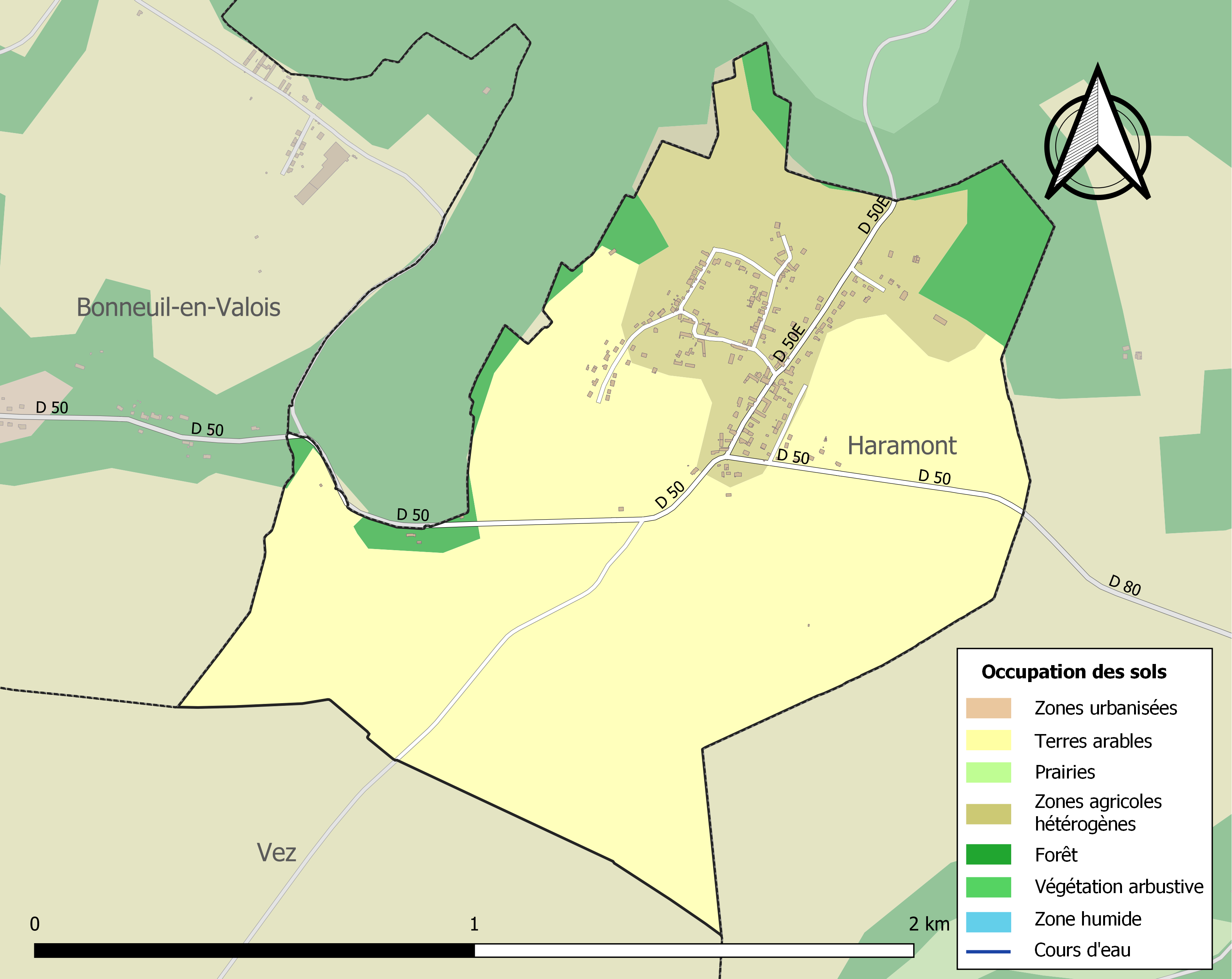
Carte des infrastructures et de l'occupation des sols de la commune en 2018 (CLC).

### Habitat et logement
En 2019, le nombre total de logements dans la commune était de 409, alors qu'il était de 399 en 2014 et de 378 en 2009.
Parmi ces logements, 85,3 % étaient des résidences principales, 10,2 % des résidences secondaires et 4,5 % des logements vacants. Ces logements étaient pour 95,3 % d'entre eux des maisons individuelles et pour 3,9 % des appartements.
Le tableau ci-dessous présente la typologie des logements à Éméville en 2019 en comparaison avec celle de l'Oise et de la France entière. Une caractéristique marquante du parc de logements est ainsi une proportion de résidences secondaires et logements occasionnels (10,2 %) supérieure à celle du département (2,4 %) et à celle de la France entière (9,7 %). Concernant le statut d'occupation de ces logements, 89,5 % des habitants de la commune sont propriétaires de leur logement (87,2 % en 2014), contre 61,4 % pour l'Oise et 57,5 pour la France entière.
| Typologie                                               | Éméville | Oise | France entière |
| ------------------------------------------------------- | -------- | ---- | -------------- |
| Résidences principales (en %)                           | 85,3     | 90,4 | 82,1           |
| Résidences secondaires et logements occasionnels (en %) | 10,2     | 2,4  | 9,7            |
| Logements vacants (en %)                                | 4,5      | 7,1  | 8,2            |

### Voies de communication et transports
La commune est desservie, en 2023, par les lignes 656, 657 et 6444 du réseau interurbain de l'Oise.

## Toponymie
La localité a été dénomée Emevilla, Demeville, Demesville.

## Histoire

### Moyen Âge
Selon Louis Graves, « Le duc d'Orléans était seigneur suzerain du lieu , mais il y avait des seigneurs fieffés dont l'un appelé Rolland, fonda en 1539, dans, la ville de Soissons, un établissement appelé le collège de Bauton, destiné à élever treize étudians ecclésiastiques ; la nomination aux bourses était dévolue aux seigneurs d'Eméville et de Vez, et à leur défaut aux abbés de Valsery ou du Lieu-Restauré, assistés des curés locaux ».
Les habitants ont largement participé à la grande Jacquerie au XIVe siècle.

### Époque contemporaine
En 1836, la commune venait de disposer d'une école. Les habitants, essentiellement des bûcherons et des agriculteurs, jouissaient du droit de ramasser le bois mort dans la forêt de Retz et d'y faire paître les vaches et les ânes.

#### Les carrières
La commune d'Éméville reste fortement marquée par toute l'activité liée à l'extraction de la pierre. qui commence au  milieu du XIXe siècle à la carrière de la Bouloye. Cette carrière est  rachetée en 1910 par Léon Civet pour le compte de la société Civet  Pommier & Cie. De nombreuses carrières souterraines de pierre tendre sont exploitées dans la région pour en tirer de la pierre à bâtir. Deux Carrières ont été ouvertes à Éméville par deux carriers de Carrières-sur-Seine : Fréjus Daubin au tout début du XXe siècle et Georges Sarazin en 1920. La technique d'extraction pratiquée dans ces deux carrières est celle de « l'extraction à la lance », mise au point dans sa forme industrielle par Félix Civet (1829-1893) en 1860 à Saint-Maximin, technique qui a remplacé l'extraction au pic et qui permet d'extraire des blocs plus volumineux (jusqu'à 15 tonnes pour la carrière Daubin), tout en assurant un bien meilleur rendement. Cette méthode d'extraction a été ensuite largement diffusée dans les carrières de pierre tendre, aussi bien dans le bassin parisien que dans le Poitou en 1895. L'extraction industrielle de la pierre à la lance prend  fin en 1963 à Bonneuil-en-Valois à la carrière des Trois-Fontaines.
Pour remonter les blocs de pierre des galeries la carrière Daubin a utilisé un treuil à manège mu par trois chevaux jusqu'en 1913, tandis que la carrière Sarazin a, depuis son origine en 1920, utilisé un treuil à moteur thermique. En 1913 un réseau de voie ferrée type Decauville, avec un locotracteur, a été construit pour relier différentes carrières de la vallée à la gare d'Éméville pour remplacer les fardiers qui défonçaient les routes. À cette époque, la carrière Daubin est devenue la « carrière du Chemin de Vez » ayant pour propriétaire la Société Civet-Pommier & Cie, qui a remplacé le treuil à manège par une bouche de cavage avec un accès direct par une descenderie au réseau Decauville. La « carrière du Chemin de Vez », actuellement propriété de la Société Rocamat cesse  son activité d'extraction au mois de mars 1959, tandis que la carrière Sarazin l'a fait dès 1935.
Deux associations de bénévoles relèvent le défi de réhabiliter ces deux carrières. Il est question des associations « Roches & Carrières » pour la carrière du Chemin de Vez et de « Carrières Patrimoine » pour la carrière Sarazin. La première reconstruit un treuil à manège et la seconde a restauré un treuil à moteur et travaille actuellement sur les piles du treuil et les margelles du puits d'extraction.
Les carrières constituaient avec l'agriculture et la forêt l'essentiel de l'activité économique. Éméville et les villages des alentours comptaient de grandes familles de carriers dont les descendants habitent encore sur place. Certaines carrières ont été reconverties avec succès en champignonnières ou à la culture d'endives ; mais il n'y en a plus aucune en activité. Dans la commune voisine de Bonneuil-en-Valois, l'extraction se poursuit encore, mais avec des moyens très modernes : haveuse à chaîne, bulldozers, etc.

## Politique et administration

### Rattachements administratifs et électoraux

#### Rattachements administratifs
La commune se trouve depuis 1926 dans l'arrondissement de Senlis du département de l'Oise.
Elle faisait partie depuis 1802 du canton de Crépy-en-Valois. Dans le cadre du redécoupage cantonal de 2014 en France, cette circonscription administrative territoriale a disparu, et le canton n'est plus qu'une circonscription électorale.

#### Rattachements électoraux
Pour les élections départementales, la commune est membre depuis 2014 d'un nouveau  canton de Crépy-en-Valois
Pour l'élection des députés, elle fait partie de la cinquième circonscription de l'Oise.

### Intercommunalité
Éméville est membre de la communauté de communes du Pays du Coquelicot, un établissement public de coopération intercommunale (EPCI) à fiscalité propre créé fin 1996 et auquel la commune avait transféré un certain nombre de ses compétences, dans les conditions déterminées par le code général des collectivités territoriales.

### Liste des maires
| Période                                  | Période                       | Identité     | Étiquette | Qualité                                        |
| ---------------------------------------- | ----------------------------- | ------------ | --------- | ---------------------------------------------- |
| Les données manquantes sont à compléter. |                               |              |           |                                                |
| octobre 1989                             | En cours (au 2 décembre 2021) | Yvette Valun |           | Fonctionnaire Réélue pour le mandat 2020-2026, |

## Population et société

### Démographie

#### Évolution démographique
L'évolution du nombre d'habitants est connue à travers les recensements de la population effectués dans la commune depuis 1793. Pour les communes de moins de 10 000 habitants, une enquête de recensement portant sur toute la population est réalisée tous les cinq ans, les populations de référence des années intermédiaires étant quant à elles estimées par interpolation ou extrapolation. Pour la commune, le premier recensement exhaustif entrant dans le cadre du nouveau dispositif a été réalisé en 2004.

En 2022, la commune comptait 285 habitants, en évolution de −0,7 % par rapport à 2016 (Oise : +0,87 %, France hors Mayotte : +2,11 %).
| 1793 | 1800 | 1806 | 1821 | 1836 | 1841 | 1846 | 1851 | 1856 |
| ---- | ---- | ---- | ---- | ---- | ---- | ---- | ---- | ---- |
| 166  | 196  | 210  | 172  | 200  | 213  | 241  | 188  | 186  |

| 1861 | 1866 | 1872 | 1876 | 1881 | 1886 | 1891 | 1896 | 1901 |
| ---- | ---- | ---- | ---- | ---- | ---- | ---- | ---- | ---- |
| 172  | 184  | 183  | 162  | 261  | 174  | 195  | 201  | 209  |

| 1906 | 1911 | 1921 | 1926 | 1931 | 1936 | 1946 | 1954 | 1962 |
| ---- | ---- | ---- | ---- | ---- | ---- | ---- | ---- | ---- |
| 176  | 175  | 198  | 206  | 206  | 172  | 175  | 184  | 155  |

| 1968 | 1975 | 1982 | 1990 | 1999 | 2004 | 2006 | 2009 | 2014 |
| ---- | ---- | ---- | ---- | ---- | ---- | ---- | ---- | ---- |
| 133  | 142  | 180  | 226  | 279  | 276  | 269  | 293  | 294  |

| 2019 | 2022 | - | - | - | - | - | - | - |
| ---- | ---- | - | - | - | - | - | - | - |
| 288  | 285  | - | - | - | - | - | - | - |

#### Pyramide des âges
La population de la commune est relativement jeune.
En 2018, le taux de personnes d'un âge inférieur à 30 ans s'élève à 32,0 %, soit en dessous de la moyenne départementale (37,3 %). À l'inverse, le taux de personnes d'âge supérieur à 60 ans est de 27,1 % la même année, alors qu'il est de 22,8 % au niveau départemental.
En 2018, la commune comptait 148 hommes pour 140 femmes, soit un taux de 51,39 % d'hommes, largement supérieur au taux départemental (48,89 %).
Les pyramides des âges de la commune et du département s'établissent comme suit.
| Hommes | Classe d’âge | Femmes |
| ------ | ------------ | ------ |
| 0,0    | 90 ou +      | 0,0    |
| 8,1    | 75-89 ans    | 7,9    |
| 17,6   | 60-74 ans    | 20,7   |
| 25,0   | 45-59 ans    | 22,1   |
| 15,5   | 30-44 ans    | 19,3   |
| 16,2   | 15-29 ans    | 11,4   |
| 17,6   | 0-14 ans     | 18,6   |

| Hommes | Classe d’âge | Femmes |
| ------ | ------------ | ------ |
| 0,5    | 90 ou +      | 1,4    |
| 5,5    | 75-89 ans    | 7,6    |
| 15,6   | 60-74 ans    | 16,3   |
| 20,8   | 45-59 ans    | 20     |
| 19,4   | 30-44 ans    | 19,4   |
| 17,6   | 15-29 ans    | 16,2   |
| 20,6   | 0-14 ans     | 19,1   |

## Culture locale et patrimoine

### Lieux et monuments
Éméville compte  un  monument historique sur son territoire : 
- Église Saint-Léger, rue de la Forêt (classée monument historique en 1937[22]) : 
C'est l'une des églises les plus petites du département. Bâtie sous une seule campagne à la fin du XIIIe siècle, elle fournit l'un des rares exemples d'une église de cette époque dans le Valois, et illustre l'adaptation du style gothique rayonnant alors en vigueur à l'économie des moyens d'une petite paroisse rurale. Les compromis stylistiques sont nombreux, et il n'y a que les chapiteaux du chœur pour indiquer l'époque de construction réelle, alors que les fenêtres en plein cintre évoquent une date d'un siècle antérieur. 
L'église est néanmoins soigneusement appareillée en pierre de taille, et possède un puissant clocher influencé par l'école gothique champenoise, qui n'a pas son pareil dans les environs. 
À l'intérieur, les restes de la polychromie architecturale retiennent l'attention, notamment dans la chapelle qui forme la base du clocher. Il y avait jadis une deuxième chapelle, légèrement différente, qui lui faisait pendant au sud[23],[24].

L'église Saint-Léger
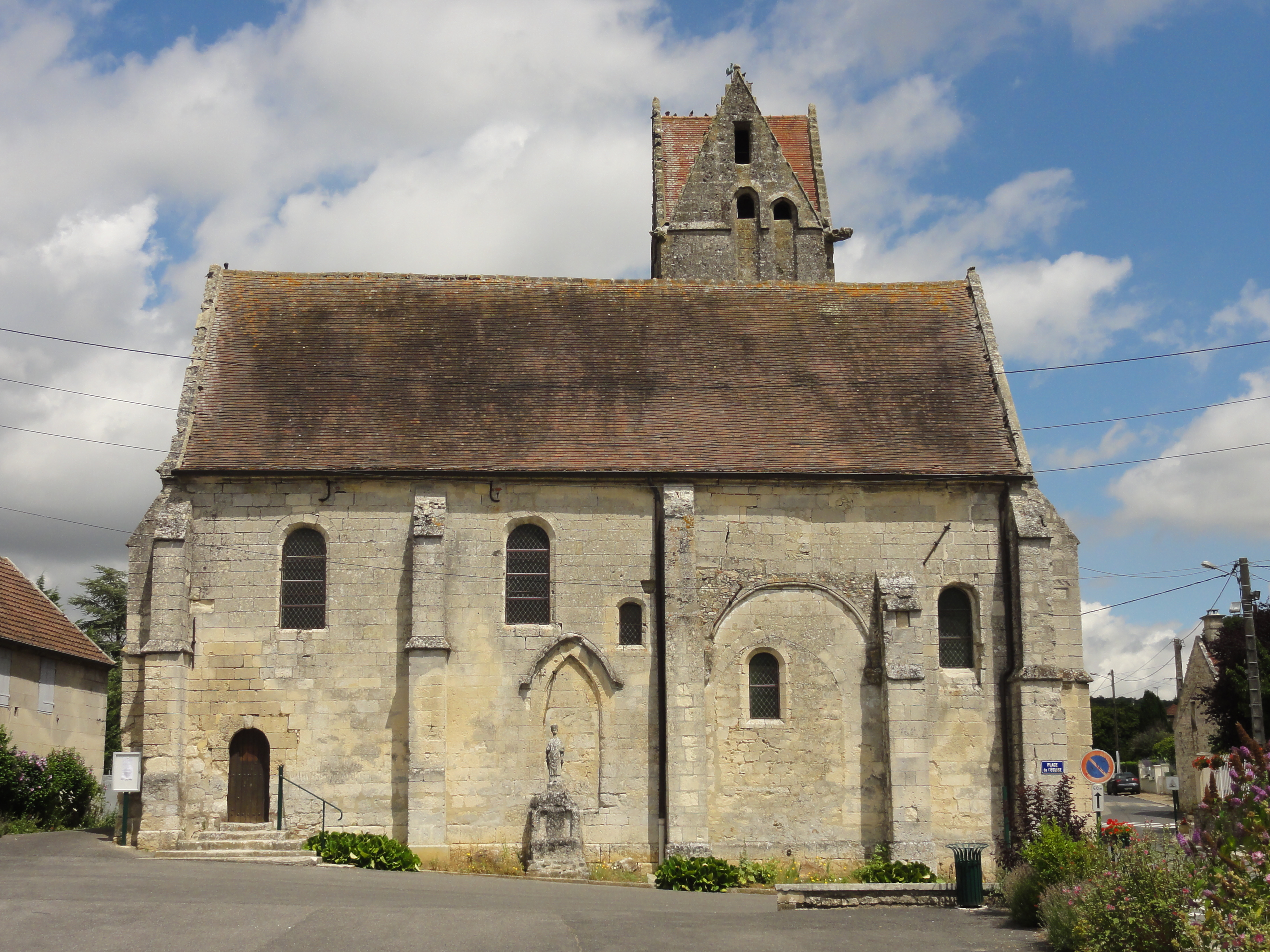
Façade sud
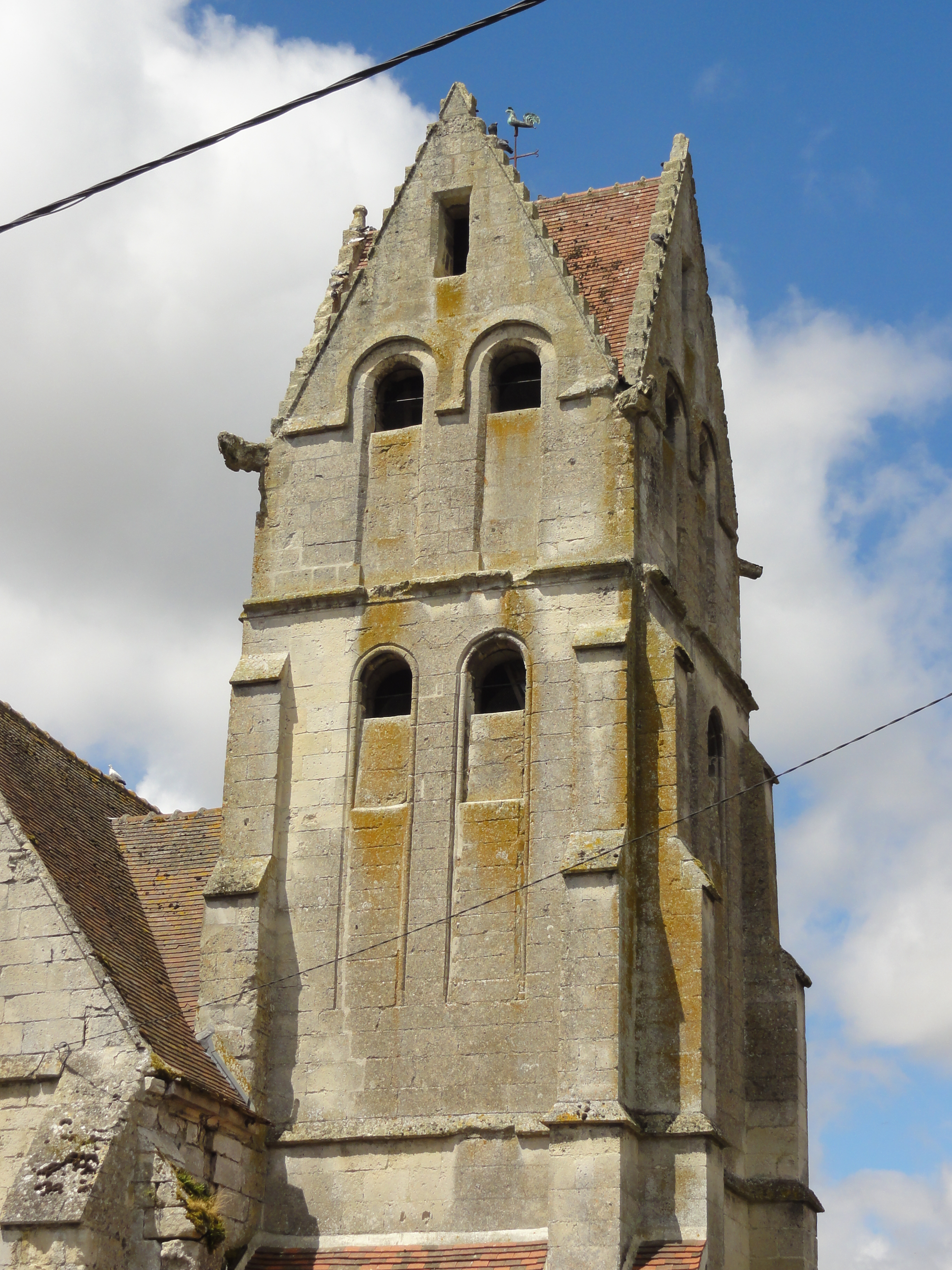
Le clocher.
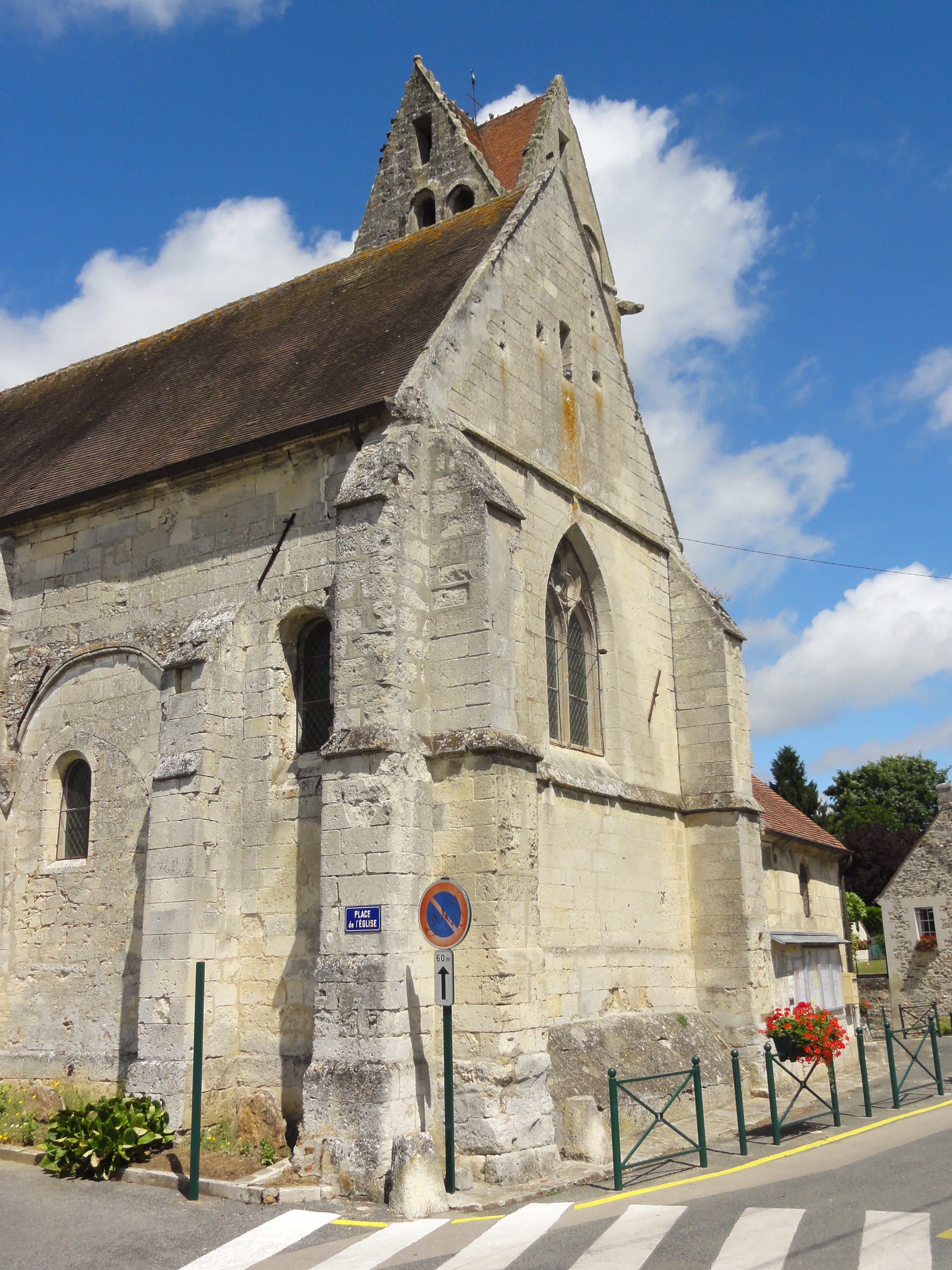
Le chevet
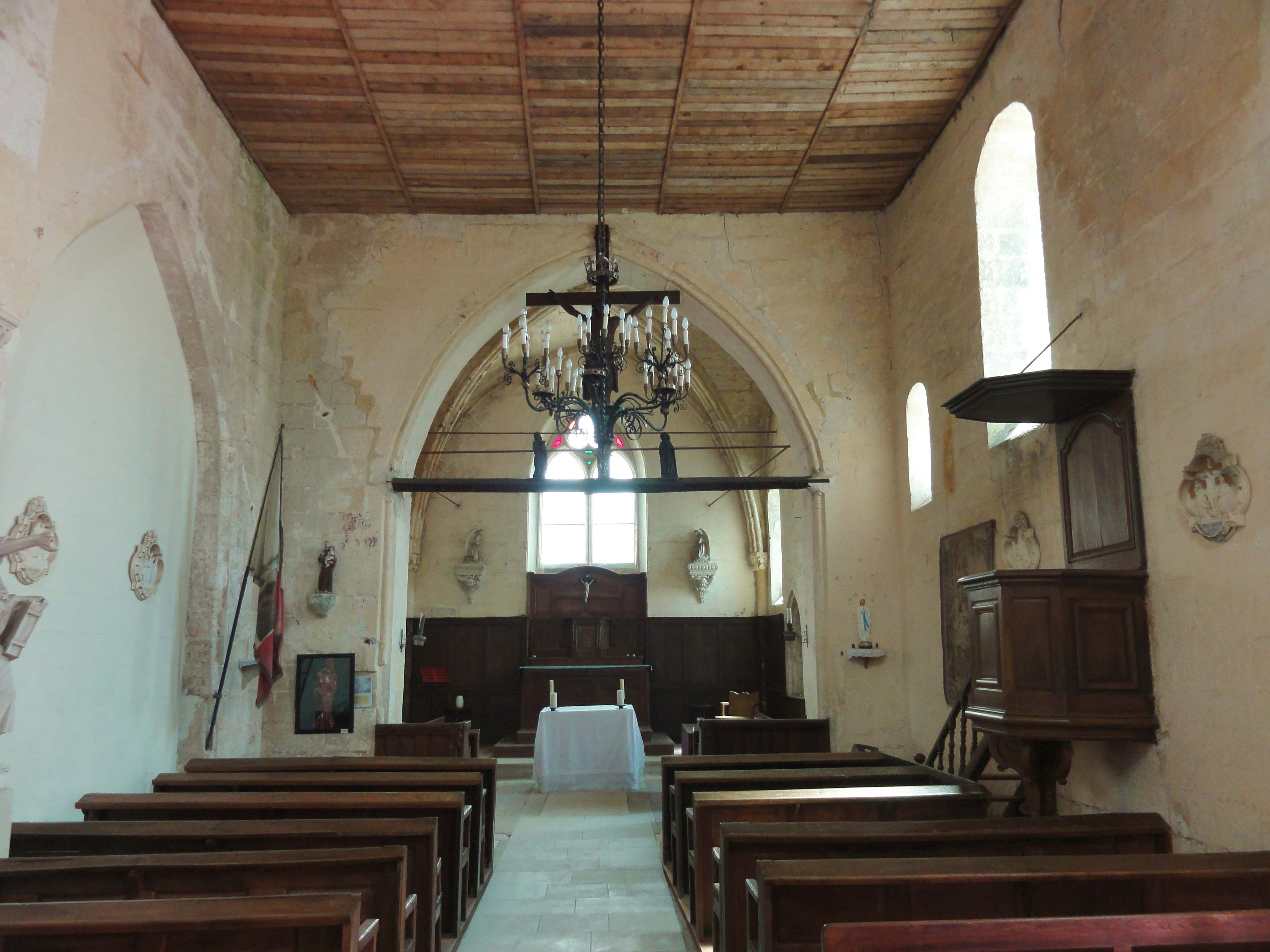
La nef et la poutre de gloire
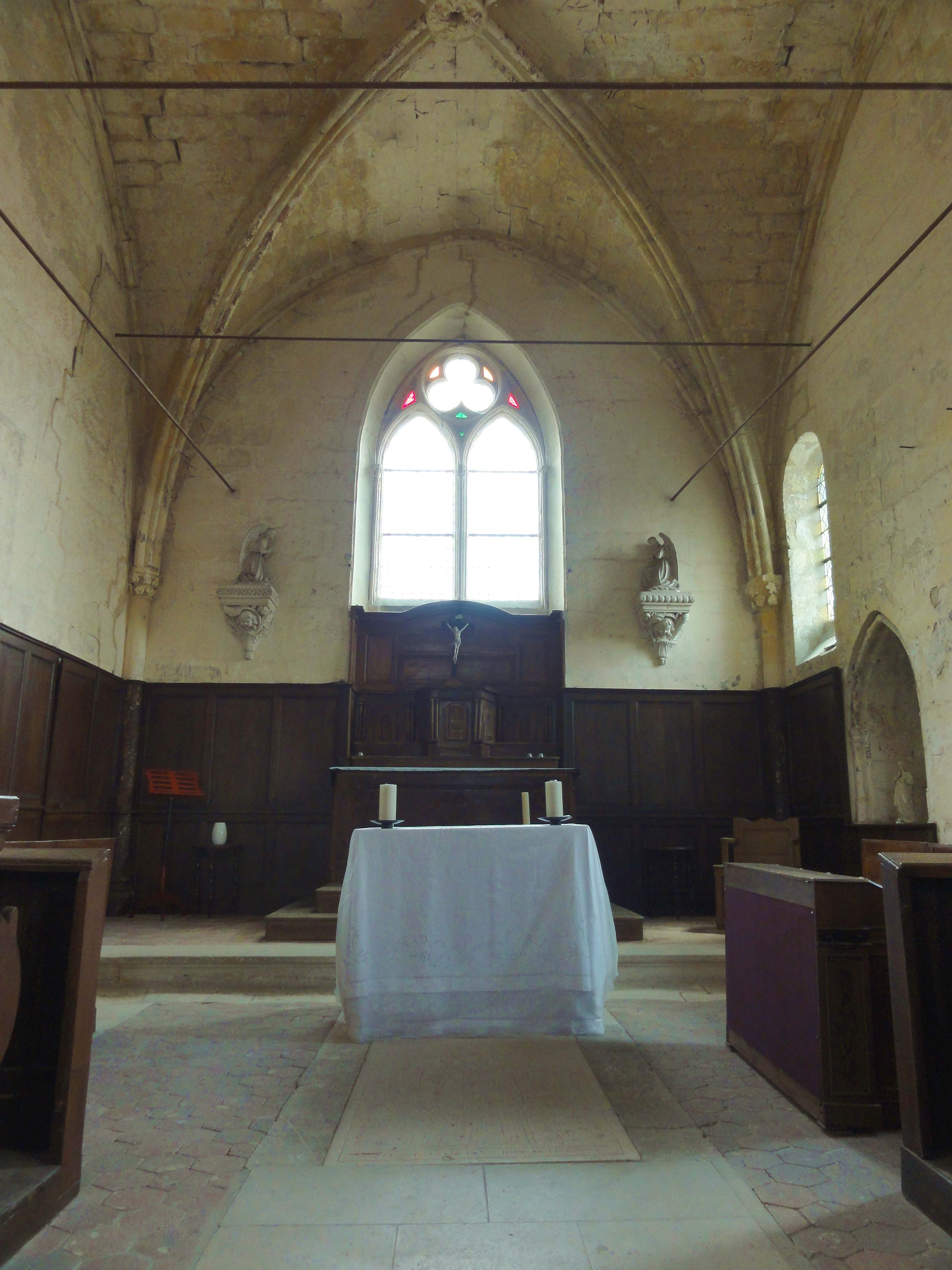
Le chœur.
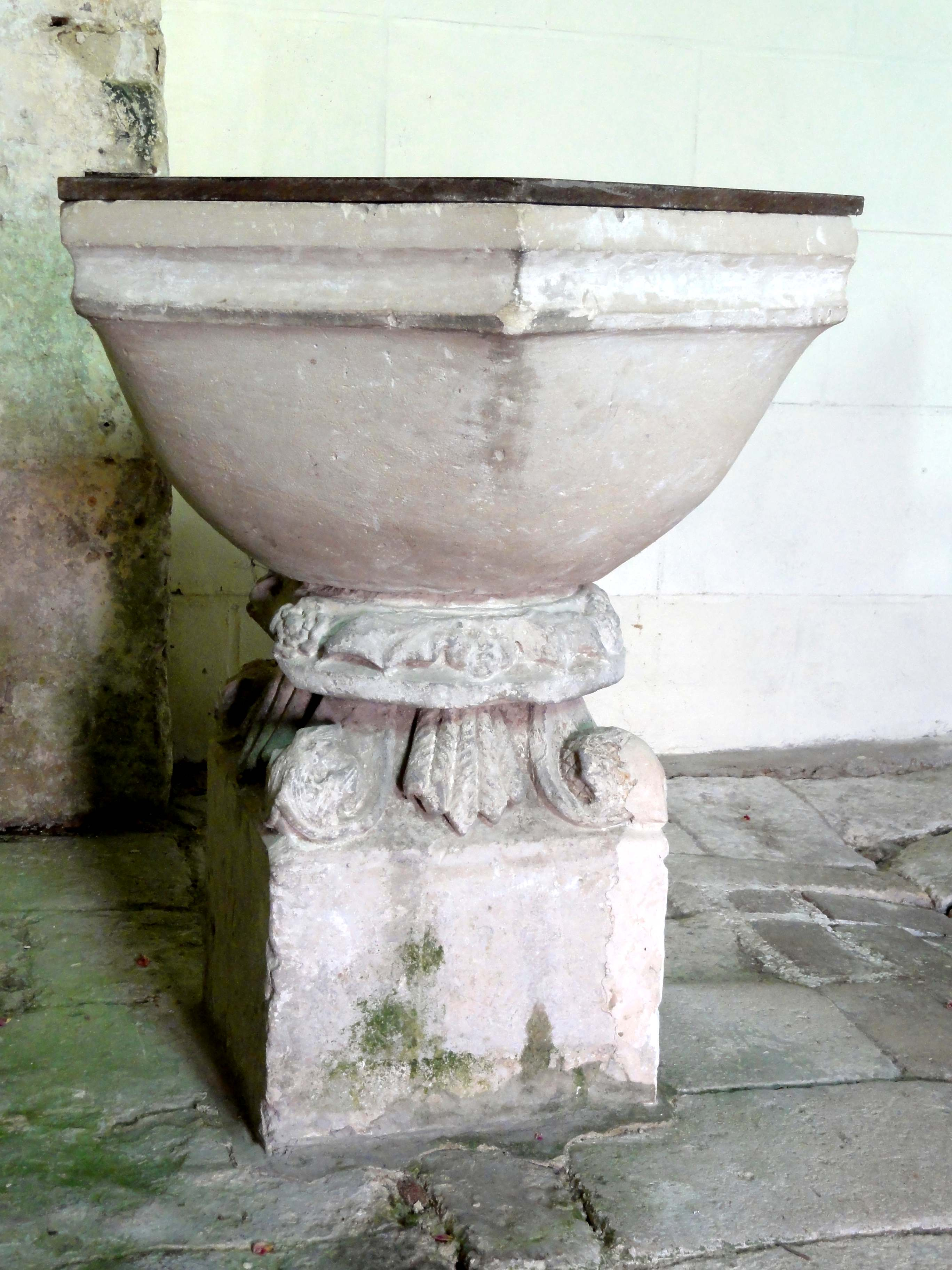
Fonts baptismaux

- La carrière souterraine Sarazin, accessible par un puits de 20 m. de profondeur, est parfois ouverte au public par l'association Carrières Patrimoine[25],[26].

### Personnalités liées à la commune
- Jean-Pierre Vielfaure (1930-2015), artiste peintre, graveur et cinéaste, vécut à Éméville.

### Gastronomie
En 2018, une bière brassée selon une ancienne recette de carrier local datant de 1920 a été réalisée par la brasserie de l'Etre, à Paris pour l'association Carrières Patrimoine.